# Травкин, Павел Александрович
Па́вел Алекса́ндрович Тра́вкин (род. 15 августа 1997, Богучаны, Красноярский край) — российский бобслеист, разгоняющий. Участник Олимпийских игр в Пекине (2022).

## Биография
С раннего детства занимался лёгкой атлетикой в Богучанской ДЮСШ у Александра и Ларисы Соседовых. Бобслеем юноша начал заниматься в старших классах, когда перешёл к тренеру Виктору Петровичу. Окончил школу №4 села Богучаны.
В сезоне 2021/2022 дважды был бронзовым призёром этапов Кубка мира (в Альтенберге и Санкт-Морице). Включён в состав сборной Олимпийского комитета России, которая принимает участие в Олимпийских играх в Пекине.

## Достижения
- Участник Олимпийских игр в Пекине (2022)
- Бронзовый призёр чемпионата Европы (2021)

## Вне спорта
Активно ведёт собственный аккаунт в «инстаграме».